# 泉まひる
泉 まひる（いずみ まひる）は、日本のイラストレーター。株式会社グリーンウッドの社員として数多くのアダルトゲームの原画を手がけた。2008年6月30日付で退職し、フリーランスとして活動している。また個人サークルで同人活動も行っている。

## 作品一覧

### ゲーム原画
light作品
- Bluelight Magic
- カスタムSEXDOLL
- Lagnalock -ラグナロク-
- ドキドキしすたぁパラダイス
- 紅
- ドキドキしすたぁパラダイス DVD版
- ドキドキしすたぁパラダイス2
- Imitation Lover
- R.U.R.U.R 〜ル・ル・ル・ル〜 このこのために、せめてきれいな星空を
- Soranica Ele
- Vermilion -Bind of Blood-
- Zero Infinity -Devil of Maxwell-
- Electro Arms -Realize Digital Dimension-

AbelSOFTWARE作品
- まるめる 〜ソウシンシャは@未来〜

バンダイナムコゲームス作品
- クイーンズゲイト　スパイラルカオス（不知火舞・柳生十兵衛担当）

### 出版物
- クイーンズゲイト　紅の忍　不知火舞（イラスト担当）（ホビージャパン出版）
- クイーンズゲイト　覚醒せし剣姫　柳生十兵衛（イラスト担当）（ホビージャパン出版）
- らぶおん　湯っくりしていってね（挿絵担当）（二次元ドリーム文庫・キルタイムコミュニケーション出版）
- 二次元ドリームコミックス110　魔法少女アンソロジーコミックス（表紙イラスト担当）（キルタイムコミュニケーション出版）
- まるめる　ＧＡＭＥ ＣＯＭＩＣ（コミックメガストア2011年5月号掲載、フルカラー4P）